# Äußeres Burgtor (Viena)

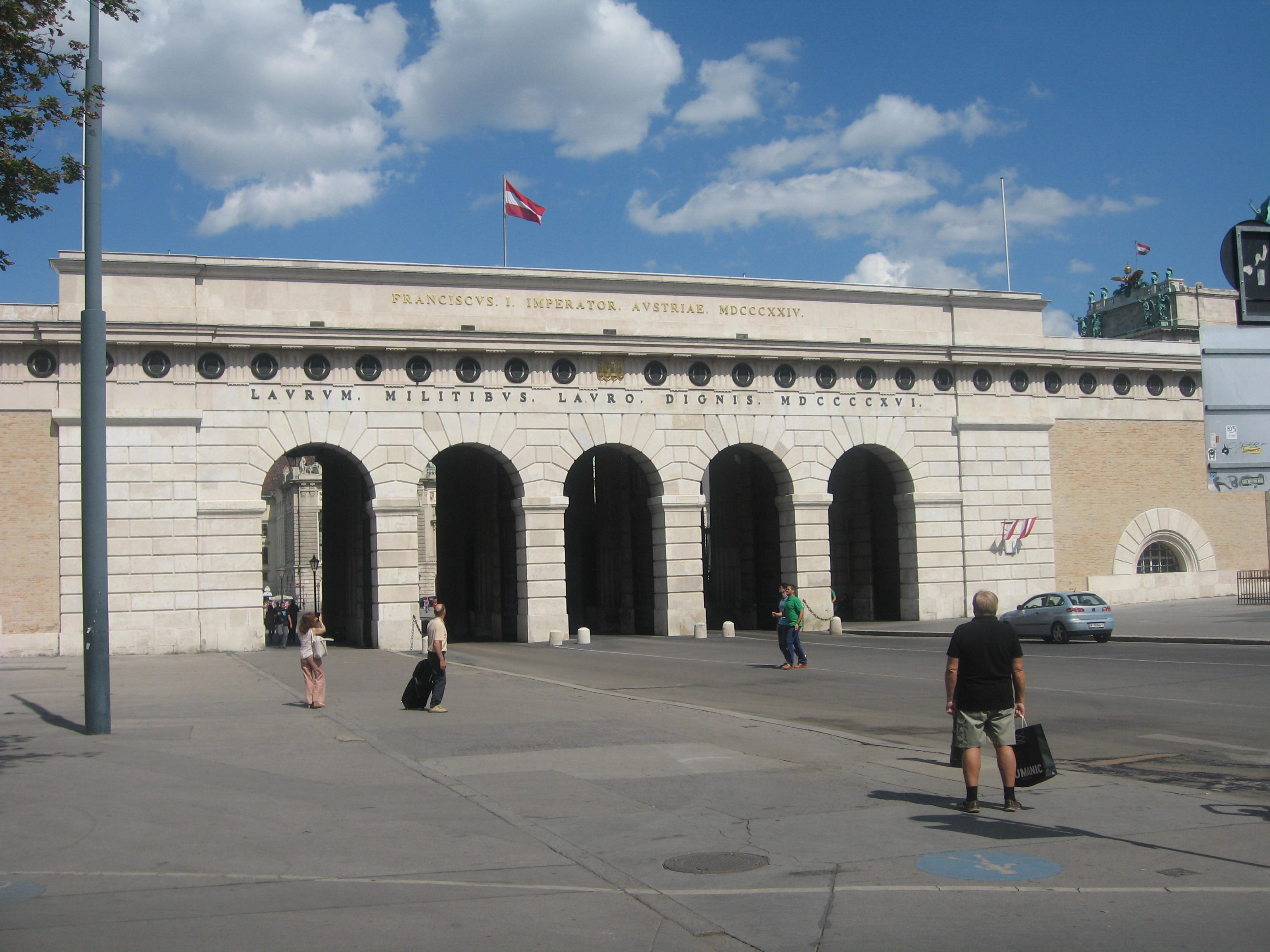
Äußeres Burgtor, vedere dinspre Ringstraße

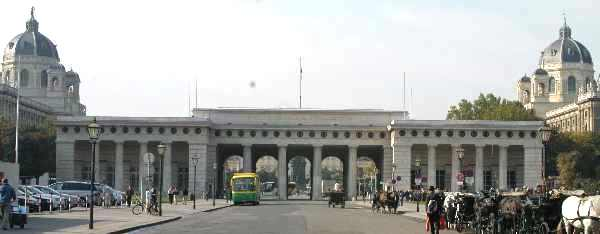
Vedere dinspre Heldenplatz, 2005

Äußere Burgtor, anterior Äusseres Burgthor, este o poartă din Viena, situată între Heldenplatz și Wiener Ringstraße (Burgring) și cunoscută și sub numele de Heldentor.

## Istoric
Vechea poartă a castelului a fost construită în 1660 ca parte a fortificațiilor Vienei și a avut un rol defensiv important în timpul celui de-al doilea asediu turcesc asupra Vienei din 1683. În timpul războiului celei de-a cincea coaliții, în anul 1809, ea a fost - ca și alte părți și fortificații ale orașului - atacată de soldații lui Napoleon, devenind evident faptul că fortificațiile orașului și-au pierdut valoarea militară.
Äußere Burgtor a fost construită de Peter Nobile după planurile lui Luigi Cagnola cu ajutorul soldaților armatei imperiale austriece. Poarta cu cele cinci treceri arcuite a fost construită din piatră. Ceremonia de punere a piatrei de temelie a avut loc la 22 septembrie 1821, în prezența împăratului Francisc I. Ea a fost inaugurată la 16 octombrie 1824 - a XI-a aniversare a Bătăliei de la Leipzig. Potrivit unei proclamații, din 18 octombrie 1824 a devenit posibilă libera trecere prin noua poartă.
Pe frontispiciul porții dinspre Ringstraße se află o inscripție cu litere aurite: „FRANCISCUS I. IMPERATOR AUSTRIAE MDCCCXXIV“ (Francisc I, Împărat al Austriei, 1824), iar pe cel dinspre Heldenplatz inscripția „IUSTITIA REGNORUM FUNDAMENTUM“ (Dreptatea este temelia statului.), motto-ul împăratului Francisc I al Austriei.
La sfârșitul secolului al XIX-lea, Otto Wagner a plănuit să demoleze poarta și să o reconstruiască în Grinzing. În locul său, el a vrut să construiască un monument al împăratului Franz Joseph I. Constructorul Ludwig Baumann a fost pentru demolarea clădirii, în scopul de a deschide Heldenplatz (până în 1878 „Äußerer Burgplatz“) înspre Ringstraße.
În perioada ocupației Austriei de către naziști, a existat o încercare de a lărgi Heldenplatz. În acest scop, axa principală a pieței urma să fie rotită cu 90 de grade, astfel încât din balconul Palatului Imperial, de unde Adolf Hitler a anunțat anexarea Austriei, să se urmărească marile parăzi militare. În acest scop, s-a intenționat ca statuile ecvestre ale arhiducelui Carol și al prințului Eugen de Savoia, precum și poarta în sine, să fie mutate în centrul Heldenplatz.